# Вирусные векторы
Вирусные векторы — это инструменты, обычно используемые молекулярными биологами для доставки генетического материала в клетки. Этот процесс может выполняться внутри живого организма (in vivo) или в культуре клеток (in vitro). Вирусы имеют специализированные молекулярные механизмы для эффективного транспорта своих геномов внутри клеток, которые они заражают. Доставка генов или другого генетического материала вектором называется трансдукцией, а инфицированные клетки описываются как трансдуцированные. Молекулярные биологи впервые использовали этот механизм в 1970-х годах. Пол Берг использовал модифицированный вирус SV40, содержащий ДНК бактериофага λ, для заражения клеток почки обезьяны, содержащихся в культуре.
Помимо их использования в исследованиях молекулярной биологии, вирусные векторы используются для генной терапии и разработки вакцин.

## Основные свойства вирусного вектора
Вирусные векторы адаптированы к своему конкретному применению, но обычно имеют несколько ключевых свойств.
- Безопасность: хотя вирусные векторы иногда создаются из патогенных вирусов, они модифицируются таким образом, чтобы минимизировать риск обращения с ними. Обычно это включает удаление части вирусного генома, критического для репликации вируса. Такой вирус может эффективно инфицировать клетки, но после того, как инфекция произошла, требуется вспомогательный вирус, чтобы обеспечить недостающие белки для производства новых вирионов.
- Низкая токсичность: вирусный вектор должен оказывать минимальное влияние на физиологию клетки, которую он заражает.
- Стабильность: некоторые вирусы генетически нестабильны и могут быстро перестраивать свои геномы. Это наносит ущерб предсказуемости и воспроизводимости работы, проводимой с использованием вирусного вектора, и избегается при их разработке.
- Специфичность типа клеток. Большинство вирусных векторов спроектировано так, чтобы поражать как можно более широкий спектр типов клеток. Однако иногда наоборот, предпочтительно, чтобы вектор поражал определенные виды клеток. Вирусный рецептор может быть модифицирован для нацеливания вируса на определенный тип клеток. Вирусы, модифицированные таким образом, называются псевдотипированными.
- Идентификация: вирусным векторам часто дают определенные гены, которые помогают идентифицировать, какие клетки приняли вирусные гены. Эти гены называются маркерами. Распространенным маркером является устойчивость к определенному антибиотику. Затем клетки можно легко выделить, так как клетки, которые не поглощают гены вирусного вектора, не обладают устойчивостью к антибиотикам и поэтому не могут расти в культуре с соответствующим антибиотиком.

## Приложения

### Фундаментальные исследования
Вирусные векторы были первоначально разработаны в качестве альтернативы трансфекции нативной ДНК для экспериментов по молекулярной генетике. По сравнению с традиционными методами, такими как осаждение фосфатом кальция, трансдукция может гарантировать, что почти 100 % клеток инфицированы без серьезного влияния на жизнеспособность клеток. Кроме того, некоторые вирусы интегрируются в геном клетки, способствуя стабильной экспрессии.
Белки, кодируемые генами, могут быть экспрессированы с использованием вирусных векторов, обычно для изучения функции конкретного белка. Вирусные векторы, особенно ретровирусы, стабильно экспрессирующие маркерные гены, такие как GFP, широко используются для постоянной маркировки клеток для отслеживания их и их потомства, например, в экспериментах с ксенотрансплантацией, когда клетки, инфицированные in vitro, имплантируют животному-хозяину.
Инсерцию гена осуществить дешевле, чем нокаут гена. Но это дает менее надежные результаты, поскольку иногда неспецифично и оказывает нецелевое воздействие на другие гены. Векторы животных-хозяев также играют важную роль.

### Генная терапия
Генная терапия — это метод коррекции дефектных генов, ответственных за развитие болезни. В будущем генная терапия может обеспечить способ лечения генетических нарушений, таких как тяжелый комбинированный иммунодефицит, муковисцидоз или даже гемофилия А. Поскольку эти заболевания являются результатом мутаций в последовательности ДНК для определенных генов, в испытаниях генной терапии использовались вирусы для доставки немутантных копий этих генов в клетки организма пациента. Там было огромное количество лабораторных успехов с генной терапией. Однако, несколько проблем вирусной генной терапии должны быть преодолены, прежде чем она получит широкое применение. Иммунный ответ на вирусы не только препятствует доставке генов к клеткам-мишеням, но может вызвать серьезные осложнения для пациента. В одном из ранних испытаний генной терапии в 1999 году это привело к смерти Джесси Гелсингера, которого лечили аденовирусным вектором.
Некоторые вирусные векторы, например гамма-ретровирусы, вставляют свои геномы в кажущееся случайным место на одной из хромосом хозяина, что может нарушать функцию клеточных генов и приводить к раку. В 2002 году в исследовании по тяжелой комбинированной иммунодефицитной ретровирусной генной терапии у четырех пациентов развился лейкоз в результате лечения; три пациента выздоровели после химиотерапии. Векторы, основанные на аденоассоциированных вирусах, намного безопаснее в этом отношении, поскольку они всегда интегрируются в одном и том же месте в геноме человека, применяя при различных расстройствах, таких как болезнь Альцгеймера.

### Вакцины
Вирусы, экспрессирующие патогенные белки, в настоящее время разрабатываются в качестве вакцин против этих патогенов, основанных на том же обосновании, что и ДНК-вакцины. T-лимфоциты распознают клетки, инфицированные внутриклеточными паразитами, на основе чужеродных белков, продуцируемых в клетке. Т-клеточный иммунитет имеет решающее значение для защиты от вирусных инфекций и таких заболеваний, как малярия. Вирусная вакцина вызывает экспрессию патогенных белков в клетках-хозяевах подобно вакцине Сабина против полиомиелита и другим ослабленным вакцинам. Однако, поскольку вирусные вакцины содержат лишь небольшую часть генов патогена, они намного безопаснее и спорадическая инфекция патогеном невозможна.
В XXI веке активно разрабатываются вакцины на основе аденовирусных векторов.

## Типы

### Ретровирусы
Ретровирусы являются одной из основ современных подходов генной терапии. Рекомбинантные ретровирусы, такие как вирус мышиного лейкоза Молони, способны стабильно интегрироваться в геном хозяина. Они содержат обратную транскриптазу для создания ДНК-копии генома РНК и интегразу, которая позволяет интегрироваться в геном хозяина. Они использовались в ряде одобренных FDA клинических испытаний, таких как исследование SCID-X1.
Ретровирусные векторы могут быть либо компетентными по репликации, либо дефектными по репликации. Векторы с дефектом репликации являются наиболее распространенным выбором в исследованиях, поскольку вирусы имеют кодирующие области для генов, необходимые для дополнительных циклов репликации и упаковки вирионов, замененные другими генами или удаленные. Эти вирусы способны заражать клетки-мишени и доставлять вирусную полезную нагрузку, но затем не могут продолжать типичный литический путь, который приводит к лизису и гибели клеток.
И наоборот, компетентные к репликации вирусные векторы содержат все необходимые гены для синтеза вирионов и продолжают размножаться, как только происходит инфекция. Поскольку вирусный геном для этих векторов намного длиннее, длина интересующего фактического вставленного гена ограничена по сравнению с возможной длиной вставки для дефектных по репликации векторов. В зависимости от вирусного вектора, типичная максимальная длина допустимой ДНК-вставки в дефектном по репликации вирусном векторе обычно составляет около 8-10 кБ. Хотя это ограничивает введение многих геномных последовательностей, большинство последовательностей кДНК все еще могут быть приспособлены.
Основным недостатком использования ретровирусов, таких как ретровирус Молони, является необходимость активного деления клеток для трансдукции. В результате клетки, такие как нейроны, очень устойчивы к инфекции и трансдукции ретровирусами.
Существует опасение, что инсерционный мутагенез из-за интеграции в геном хозяина может привести к раку или лейкемии. Эта проблема оставалась теоретической до тех пор, пока генная терапия для десяти пациентов с SCID-X1 с использованием вируса мышиного лейкоза Малони привела к двум случаям лейкемии, вызванным активацией онкогена LMO2 вследствие близкой интеграции вектора.

### Лентивирусы

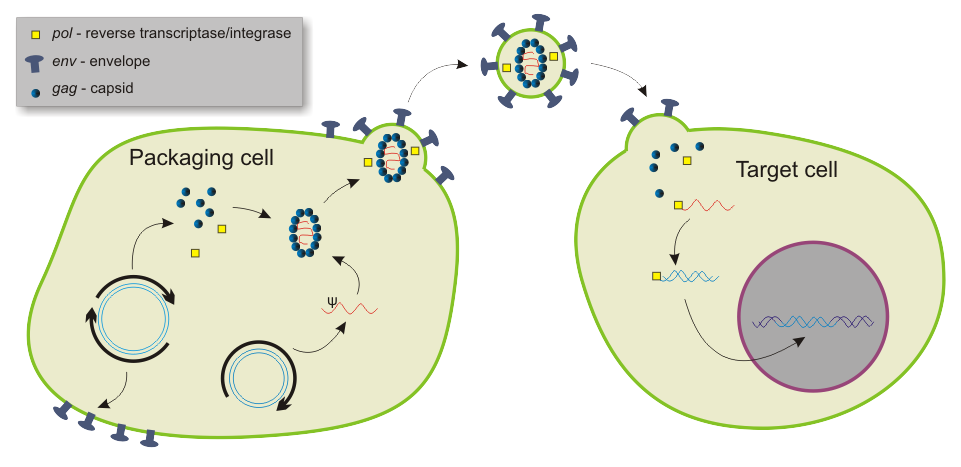
Упаковка и трансдукция лентивирусным вектором

Лентивирусы являются подклассом ретровирусов. Иногда их используют в качестве векторов для генной терапии благодаря их способности интегрироваться в геном неделящихся клеток, что является уникальной особенностью лентивирусов, поскольку другие ретровирусы могут инфицировать только делящиеся клетки. Вирусный геном в форме РНК подвергается обратной транскрипции, когда вирус попадает в клетку, чтобы произвести ДНК, которая затем вставляется в геном в случайном положении (недавние находки фактически предполагают, что вставка вирусной ДНК не случайна, а направлена специфические активные гены и связанные с организацией генома) ферментом вирусной интегразы. Вектор, теперь называемый провирусом, остается в геноме и передается потомству клетки при его делении. Сайт интеграции непредсказуем, что может создать проблему. Провирус может нарушать функцию клеточных генов и приводить к активации онкогенов, способствующих развитию рака, что вызывает опасения относительно возможного применения лентивирусов в генной терапии. Однако исследования показали, что лентивирусные векторы имеют меньшую тенденцию к интеграции в местах, которые могут вызвать рак, чем гамма-ретровирусные векторы. Более конкретно, одно исследование показало, что лентивирусные векторы не вызывают ни увеличения частоты опухолей, ни более раннего появления опухолей у мышей со значительно более высокой частотой опухолей. Кроме того, в клинических исследованиях, в которых использовались лентивирусные векторы для доставки генной терапии для лечения ВИЧ, не наблюдалось увеличения мутагенных или онкологических событий.
По соображениям безопасности лентивирусные векторы никогда не несут генов, необходимых для их репликации. Для получения лентивируса несколько плазмид трансфицируют в так называемую упаковочную клеточную линию, обычно HEK 293. Одна или несколько плазмид, обычно называемых упаковочными плазмидами, кодируют белки вириона, такие как капсид и обратная транскриптаза. Другая плазмида содержит генетический материал, который будет доставлен вектором. Он транскрибируется для получения вирусного генома одноцепочечной РНК и отмечен наличием последовательности ψ (psi). Эта последовательность используется для упаковки генома в вирион.

### Аденовирусы
В отличие от лентивирусов, аденовирусная ДНК не интегрируется в геном и не реплицируется во время деления клетки. Это ограничивает их использование в фундаментальных исследованиях, хотя аденовирусные векторы все еще используются в экспериментах in vitro, а также in vivo. Их основное применение в генной терапии и вакцинации. Так аденовирус человека использован для вакцины спутник V. Поскольку люди обычно вступают в контакт с аденовирусами, которые вызывают респираторные, желудочно-кишечные и глазные инфекции, большинство пациентов уже выработали нейтрализующие антитела, которые могут инактивировать вирус до того, как он достигнет клетки-мишени. Чтобы преодолеть эту проблему, ученые в настоящее время исследуют аденовирусы, которые заражают различные виды, к которым у людей нет иммунитета.

### Аденоассоциированные вирусы
Аденоассоциированный вирус (AAV) — это небольшой вирус, который заражает людей и некоторые другие виды приматов. В настоящее время известно, что AAV не вызывает заболевание и вызывает очень слабый иммунный ответ. AAV может инфицировать как делящиеся, так и неделящиеся клетки и может включать свой геном в геном клетки-хозяина. Более того, AAV в основном остается эписомальным (репликация без включения в хромосому); выполняя длинное и устойчивое выражение. Эти особенности делают AAV очень привлекательным кандидатом для создания вирусных векторов для генной терапии. Тем не менее, AAV может принести только до 5 КБ, что значительно меньше по сравнению с первоначальной емкостью AAV.
Кроме того, из-за его потенциального использования в качестве вектора генной терапии исследователи создали измененный AAV, называемый самодополняющим аденоассоциированным вирусом (scAAV). Принимая во внимание, что AAV упаковывает одну цепь ДНК и требует процесса синтеза второй цепи, scAAV упаковывает обе цепи, которые отжигаются вместе, чтобы сформировать двухцепочечную ДНК. Пропуская синтез второй цепи, scAAV обеспечивает быструю экспрессию в клетке. В противном случае, scAAV обладает многими характеристиками своего AAV-аналога.

### Гибридные
Гибридные векторы — это векторные вирусы, которые генетически сконструированы так, чтобы иметь свойства более чем одного вектора. Вирусы изменены, чтобы избежать недостатков типичных вирусных векторов, которые могут иметь ограниченную нагрузочную способность, иммуногенность, генотоксичность и не поддерживать долгосрочную адекватную трансгенную экспрессию. Благодаря замене нежелательных элементов желаемыми способностями гибридные векторы в будущем могут превзойти стандартные векторы трансфекции с точки зрения безопасности и терапевтической эффективности.

## Проблемы вирусных векторов
Выбор вирусного вектора для доставки генетического материала в клетки связан с некоторыми логистическими проблемами. Существует ограниченное количество вирусных векторов, доступных для терапевтического применения. Любой из этих немногих вирусных векторов может вызвать развитие иммунного ответа организма, если вектор рассматривается как чужеродный захватчик. После использования вирусный вектор не может быть снова эффективно использован у пациента, потому что он будет распознаваться организмом. Если вакцина или генная терапия не пройдут клинические испытания, вирус не сможет снова использоваться у пациента для другой вакцины или генной терапии в будущем. Ранее существовавший иммунитет против вирусного вектора также может присутствовать у пациента, что делает терапию неэффективной для этого пациента. Можно противодействовать существовавшему ранее иммунитету при использовании вирусного вектора для вакцинации путем праймирования невирусной ДНК-вакциной, но этот метод представляет собой еще одну проблему и препятствие в процессе распределения вакцины. Существующий иммунитет также может быть подвергнут сомнению путем увеличения дозы вакцины или изменения пути вакцинации. Некоторые недостатки вирусных векторов (такие как генотоксичность и низкая трансгенная экспрессия) могут быть преодолены с помощью гибридных векторов.